# Кубиязы
Кубиязы (баш. Ҡубыяҙ) — село в Кубиязовском сельсовете Аскинского района Республики Башкортостан России. Согласно переписи 2020 года население составляло 1148 человек. Центр Кубиязовского сельсовета.

## Население
| 2002 | 2009  | 2010  |
| ---- | ----- | ----- |
| 1329 | ↗1398 | ↘1212 |

Согласно переписи 2002 года, преобладающая национальность — башкиры (98 %).

## Географическое положение
Расположено в месте слияния рек Тюй и Малаж на севере республики. Расстояние до:
- районного центра (Аскино): 15 км,
- ближайшей железнодорожной станции (Куеда): 125 км.

## Религия
В селе есть мечеть.